# Erdődy-landgoed
Het Erdődy-landgoed is een Oostenrijks voormalig zomeroord in Jedlesee, Floridsdorf, nabij Wenen. Hier was tot 2013 een museum ingericht ter herinnering aan Ludwig van Beethoven. Deze componist was meermaals te gast bij de eigenaresse, gravin Anna Maria Erdődy (1779-1837).
Het landgoed werd in 1795 gebouwd en dankt zijn naam aan de bezitter, de Hongaarse magnatenfamilie Erdődy. Na een brand in 1863 werd het verbouwd. Aan de straatkant bevinden zich reliëfs uit 1927 van de beeldhouwer Oskar Icha. Ze herinneren aan de band tussen Van Beethoven en de gravin. De gevel heeft een hoogwatermarkering van de Donau uit 1830. In een nis aan de straatkant staat een beeldhouwwerk van de heilige Florianus van Lorch. In de gang staat een borstbeeld van priester en martelaar Johannes Nepomucenus. Beide stammen uit de 18e eeuw.
In 1971 werd de vereniging Freunde der Beethoven-Gedenkstätte opgericht en in 1973 werd een deel van het huis ingericht voor de activiteiten van de vereniging. In 2013 wisselde het landgoed van eigenaar en moest het museum over Ludwig van Beethoven sluiten. De evenementen en museumstukken werden grotendeels overgebracht naar het Bezirksmuseum Floridsdorf.

## Galerij
| de heilige Florianus van Lorch |  | een stemvork-kunstwerk |
| de heilige Florianus van Lorch |  | een stemvork-kunstwerk |